# Holland-America Line

Ehemaliges Logo (bis 2016)

Die Holland-America Line (Abkürzung: HAL), ehemals Holland-Amerika Lijn, ist eine der vier operativen Tochtergesellschaften der Carnival Corporation & plc. Für den Kreuzfahrt-Weltmarktführer betreibt sie von ihrem Firmensitz in Seattle die Schiffe sowohl ihrer eigenen Marke als auch die der Marken Princess Cruises und Seabourn Cruise Line.
Die ursprünglich niederländische Reederei betrieb von Rotterdam über 100 Jahre einen erfolgreichen transatlantischen Passagier-Liniendienst und hatte mehrere Jahrzehnte quasi ein Monopol für die Auswanderung aus den Niederlanden in die USA. Insgesamt wanderten so über eine Million Menschen mit der Holland-Amerika Lijn aus. Bis 1973 betrieb das Unternehmen weltweit Frachtschiffe.
Wegen zunehmender Konkurrenz durch Fluggesellschaften verlegte sich das Unternehmen ab 1971 auf Kreuzfahrten. 1988 geriet die HAL durch Übernahme der Windstar Sail Cruises in finanzielle Schwierigkeiten und wurde schließlich selbst von der direkten Konkurrenz aufgekauft. Heute fahren 14 Schiffe unter dem Logo der HAL und transportieren pro Jahr etwa 700.000 Passagiere.
Rotterdam, das heute noch Europasitz des Unternehmens ist, ist im Stadtbild stark von der HAL geprägt. Die ehemalige Unternehmenszentrale ist als Hotel New York eine feste Größe im Hafengebiet, ebenso wie das Kreuzfahrtterminal und die Rotterdam, ein ehemaliges Passagierschiff der HAL, das jetzt als Hotel, Restaurant und Museum dient. Das ehrgeizige Stadterneuerungsprojekt Kop van Zuid baut in seiner Ikonografie maßgeblich auf der Amerika-Auswanderung aus, die fast ausschließlich von der HAL betrieben wurde.

## Geschichte

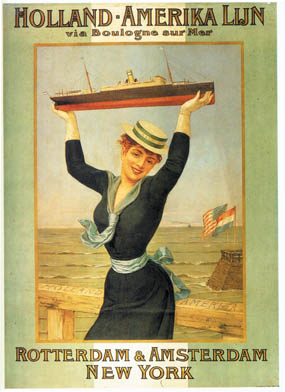
Werbeplakat aus dem Jahr 1898

### Frühe Jahre
1871 gründeten die Geschäftsleute Lodewijk Pincoffs und Marten Mees mit Antoine Plate und Otto Reuchlin als Managern die Reederei Plate, Reuchlin & Co. mit Sitz in Rotterdam. Mit zunächst zwei bei Henderson, Coulbourn & Co. in Renfrew bestellten Schiffen wollten sie den Liniendienst zwischen Rotterdam und New York City aufnehmen. Als erstes Schiff lief die Rotterdam am 15. Oktober 1872 nach New York aus.
1873 wurde die Flotte um zwei weitere Schiffe vergrößert und das Unternehmen in die Nederlandsch-Amerikaansche Stoomvaart Maatschappij N.V. (NASM) umgewandelt. Bald bürgerte sich für die Reederei jedoch die Bezeichnung Holland-Amerika Lijn oder im anglo-amerikanischen Sprachgebrauch Holland-America Line ein. Die Dockanlagen befanden sich in Hoboken (New Jersey) am Ufer des Hudson Rivers nördlich der 5. Straße.
Der Hauptdienst war die Linie Rotterdam–New York mit Zwischenstopps in Southampton oder Plymouth. Die ersten von der Reederei eingesetzten Schiffe waren die mit je 1705 BRT vermessenen Schwesterschiffe Rotterdam (I) und Maasdam (I). Mit dieser Größe waren sie selbst für die damalige Zeit recht klein. 1874 folgten mit den Dampfern P. Caland und W. A. Scholten größere Neubauten (je 2540 BRT). Geschwindigkeit spielte für die Reederei nur unter wirtschaftlichen Gesichtspunkten eine Rolle und die Reederei genoss bald einen sehr guten Ruf für ihre Standards bei Sicherheit, Service und Pünktlichkeit.
1880 mietete die Reederei ihren ersten Terminal im Koningshaven von der Rotterdamsche Handelsvereeniging. In den 1880er Jahren hatte die Reederei eine ungewöhnliche Häufung an Schiffsunglücken zu verkraften. Der Untergang der W. A. Scholten nach einer Kollision im Jahr 1887 war dabei der schwerwiegendste. In dieser Zeit deckte die Reederei die im Schiffsbestand entstandenen Lücken durch Second-Hand-Tonnage aus.

### Während der Zeit der Auswanderung nach Amerika
Mit dem Umzug zur Wilhelminakade bezog die Reederei ein Quartier, das sie bis 1980 nutzte. Nach einigen Experimenten mit Linien nach Südamerika spezialisierte sich die NASM endgültig auf die Strecke nach New York und nahm 1896 Holland America Lijn auch offiziell als Namensbestandteil auf. Mit Indienststellung der Rotterdam (III, 8.189 BRT) 1897 erfuhren die Schiffe der Reederei mit jedem Neubau eine Tonnagesteigerung – 1898 Statendam (I, 10.491 BRT), 1900 Potsdam (12.606 BRT), 1906 Nieuw Amsterdam (I, 16.967) und 1908 Rotterdam (IV, 24.149 BRT) – dabei entwickelte sich eine langjährige Partnerschaft mit der Werft von Harland & Wolff in Belfast.

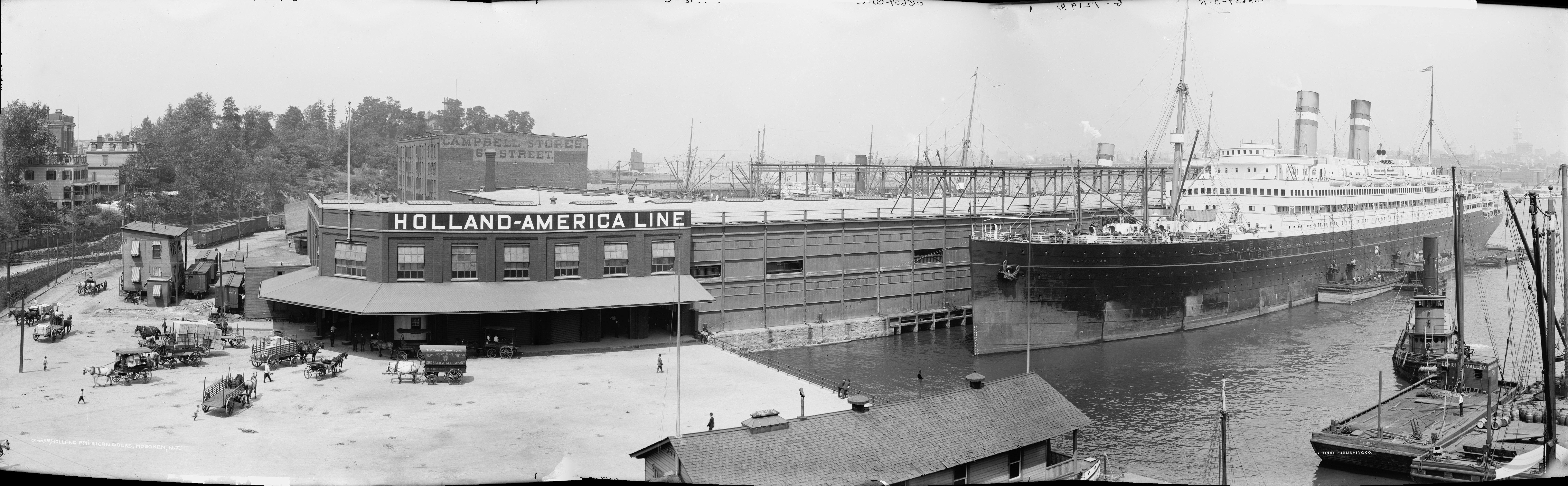
Die Dockanlagen der Holland America Line in Hoboken NJ, ca. 1908. Am Anleger befindet sich die Rotterdam.

Die HAL profitierte von den Auswandererströmen, die insbesondere von Osteuropa aus in die Vereinigten Staaten aufbrachen. Obwohl Rotterdam gegenüber Häfen wie Bremen, Liverpool, Hamburg, Le Havre oder Antwerpen spät im Auswanderergeschäft auftauchte, konnte die Stadt nach dem Bau des Nieuwe Waterwegs rasch aufholen. Zwischen 1880 und 1925 wanderten fast eine Million Menschen über Rotterdam nach Nordamerika aus, die HAL hatte damals ein Quasi-Monopol auf diese Route. Neben dem ehrgeizigen Schiffsbauprogramm errichtete die HAL auch ein Hotel samt Krankenstation für die Auswanderer an der Wilhelminakade sowie zahlreiche Agenturen in diversen Ländern Europas und Amerikas.
Ab 1901 stieg die Reederei in das Frachtgeschäft ein, und zwar auf der Line Rotterdam-New York, die ab 1909 um die Häfen von Philadelphia und Baltimore ergänzt wurde. 1912 wurde eine Route zu den Häfen im Golf von Mexiko eingerichtet: Veracruz, Tampico und New Orleans. Für die Frachtschiffe führte die HAL eine eigene Namensgebung ein, alle endeten „…dijk“, ab 1950 dann auf „…dyk“.
1914 sollte der Höhepunkt des Neubauprogramms für die Nordatlantik-Passagierdienste, die mit 32234 BRT vermessene Statendam (II), in Betrieb gehen. Doch der bald einbrechende Erste Weltkrieg machte einen Einsatz unmöglich, noch bei der Werft von Harland & Wolff in der Endausrüstung wurde sie von der Royal Navy als Truppentransporter requiriert und als HMS Justicia übernommen. 1918 sank die Justicia an der schottischen Küste durch Torpedos des deutschen U-Bootes UB 124 getroffen. Dennoch kam die Holland-Amerika Lijn aufgrund der Neutralität der Niederlande ohne weitere Schiffsverluste durch den Krieg.

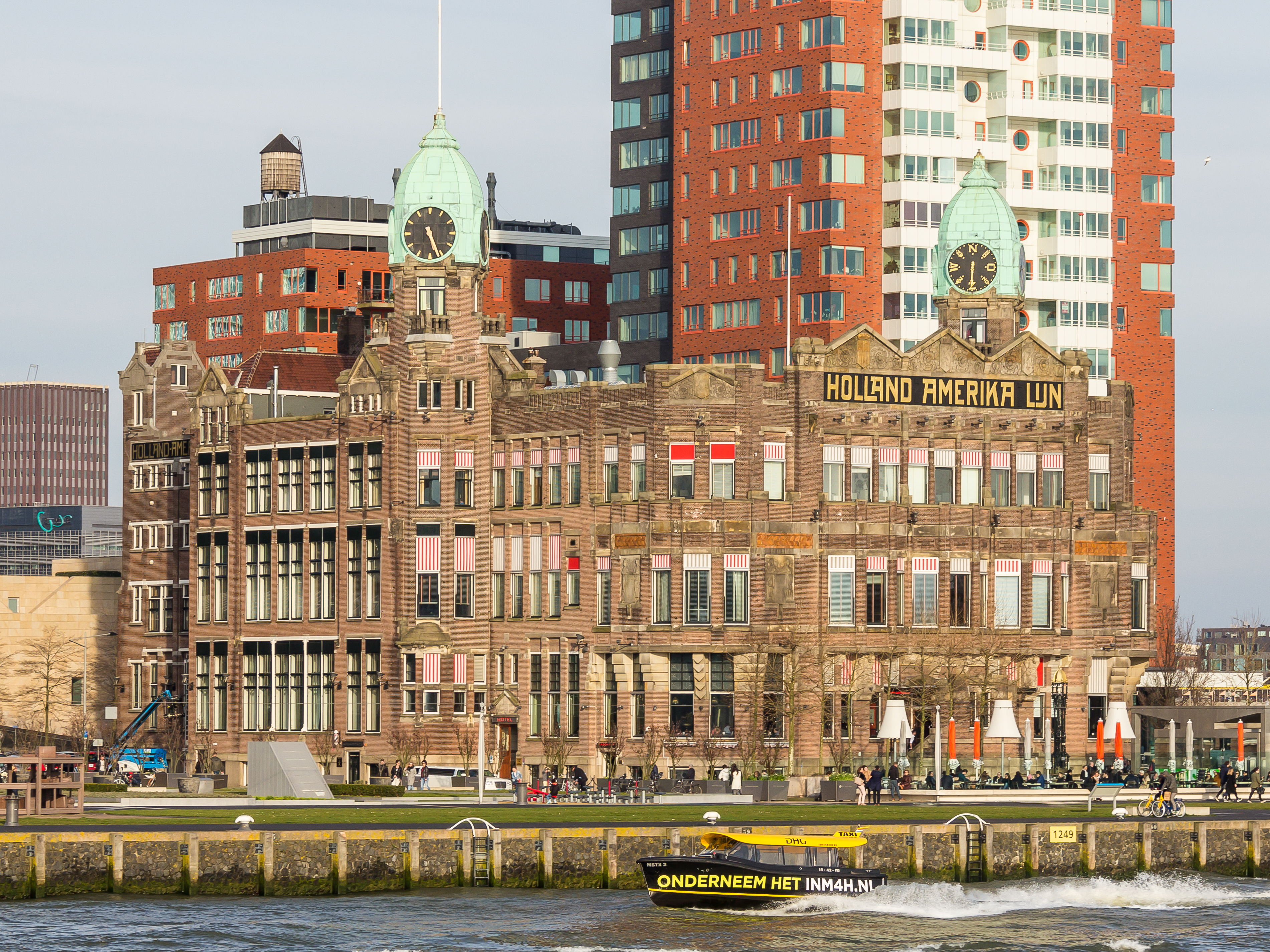
Hotel New York in Rotterdam, das ehemalige Hauptquartier der Holland-America Lijn

Bei Kriegsende richtete die Reederei einige neue Liniendienste ein, so von Rotterdam aus, über den neu eröffneten Panamakanal nach Los Angeles–San Francisco und Vancouver sowie über den Sueskanal nach Niederländisch-Ostindien (dem heutigen Indonesien). Auf diesen Routen setzte sie hauptsächlich Frachtschiffe ein.
Als Ersatz für die torpedierte Statendam nahm die HAL 1922 bzw. 1923 die bei Harland & Wolff gebauten Schwesterschiffe Volendam und Veendam in Dienst (je 15450 BRT). Erst 1938 kam dann ein wirklicher Ersatz in Dienst, die 36287 BRT große Nieuw Amsterdam, neues Flaggschiff der Reederei und das bis dahin größte Schiff unter niederländischer Flagge. Die Nieuw Amsterdam gilt bis heute als einer der schönsten Transatlantik-Liner. Der Zweite Weltkrieg unterbrach diese positive Entwicklung, und die Niederlande wurden durch Deutschland besetzt. Der größte Teil der HAL-Flotte konnte zu den Alliierten entkommen, ein schwerer Verlust war aber die Statendam, die 1940 in Rotterdam versenkt wurde.
Nach dem Krieg stieg die Reederei wieder in die alten Liniendienste ein und gab in den 1950er Jahren Neubauten, darunter 1959 den letzten Neubau für diesen Service, die Rotterdam (V, 38645 BRT). Die Situation begann sich zu verändern, Flugzeuge nahmen den Reedereien zunehmend die Passagiere weg. Die Holland-Amerika Lijn versuchte im neuen Markt der Kreuzfahrten Fuß zu fassen.
Wieder begann die HAL eine wichtige Linie für Auswanderer in die USA, nach Kanada oder nach Australien zu werden. Diesmal waren es allerdings vor allem Niederländer, die – von der Regierung gefördert – ein besseres Leben jenseits der Nachkriegs-Niederlande suchten. Zwischen 1945 und 1976 wanderten eine halbe Million Menschen aus, diesmal musste die HAL die Konkurrenz der Rotterdamse Lloyd hinnehmen, ebenso wie die der niederländischen Regierung, die direkt Schiffe charterte.

### Ende der Liniendienste, Umstellung auf Kreuzfahrten
1966 wurde die Statendam aus dem Liniendienst genommen und nur noch auf Kreuzfahrten geschickt, 1969 folgten auch die Rotterdam und die Nieuw Amsterdam. Da der Reederei die Umstellung auf den Container zu teuer war, wurden die Frachterdienste nicht aufrechterhalten. Bis Mitte der 1970er Jahre stellte sie alle Liniendienste ein und aus der Holland-Amerika Lijn wurde eine reine Kreuzfahrtreederei.
Den Standort in den Niederlanden betrachtete die Reederei als zu teuer. Außerdem war er vom Einsatzort der Schiffe in Karibik und Pazifik recht weit entfernt, so dass die Gesellschaft den Hauptsitz erst auf die Niederländischen Antillen nach Willemstad und später nach Seattle in die Vereinigten Staaten verlegte. Die Hauptklientel waren jetzt US-Amerikaner, was letztendlich der Grund zur Umbenennung der Reederei in die anglisierte Variante Holland-America Line war. Die Reederei kämpfte sich durch die schwierigen 1970er Jahre, und mit Beginn der 1980er Jahre besserte sich die Situation dann deutlich.
1983 und 1984 kamen für die HAL erstmals wieder große Neubauten in Dienst, Nieuw Amsterdam (III) und Noordam (III, je 33.930 BRZ). Beide Schiffe waren ausschließlich für Kreuzfahrten bestimmt. 1988 erwarb man die Windstar Sail Cruises, doch hatte man sich damit übernommen. Auf dem Unternehmen lastete ein mehrerer Hundert Millionen US-Dollar (USD) schwerer Schuldenberg, und im November desselben Jahres wurde die Holland-America Line durch ihre direkte Konkurrentin, der Carnival Cruise Lines, für etwa 900 Millionen USD übernommen (625 Mio. Kaufpreis plus Verbindlichkeiten).

### Heutige Aktivitäten

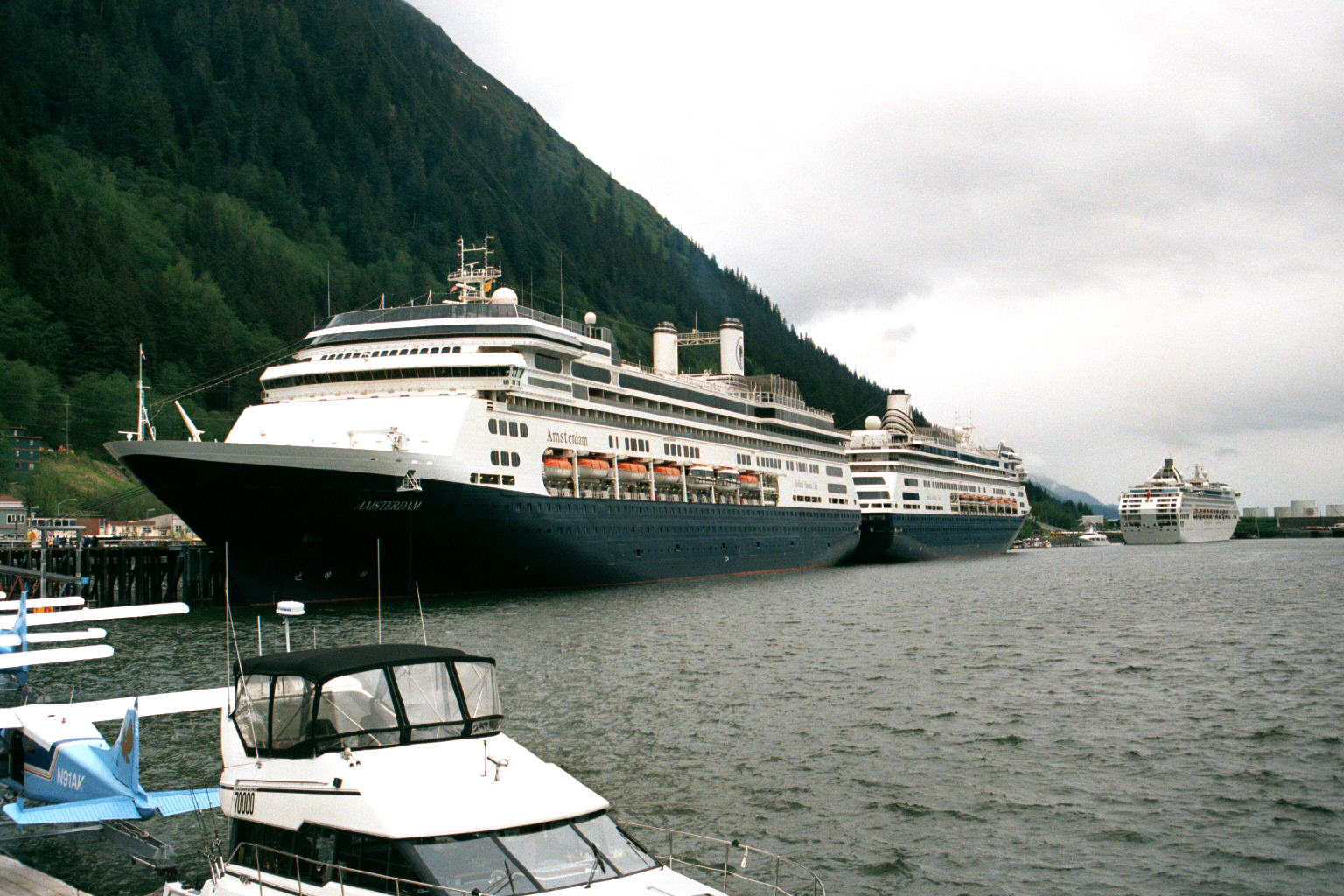
Die Amsterdam und die Zaandam in Juneau, Alaska

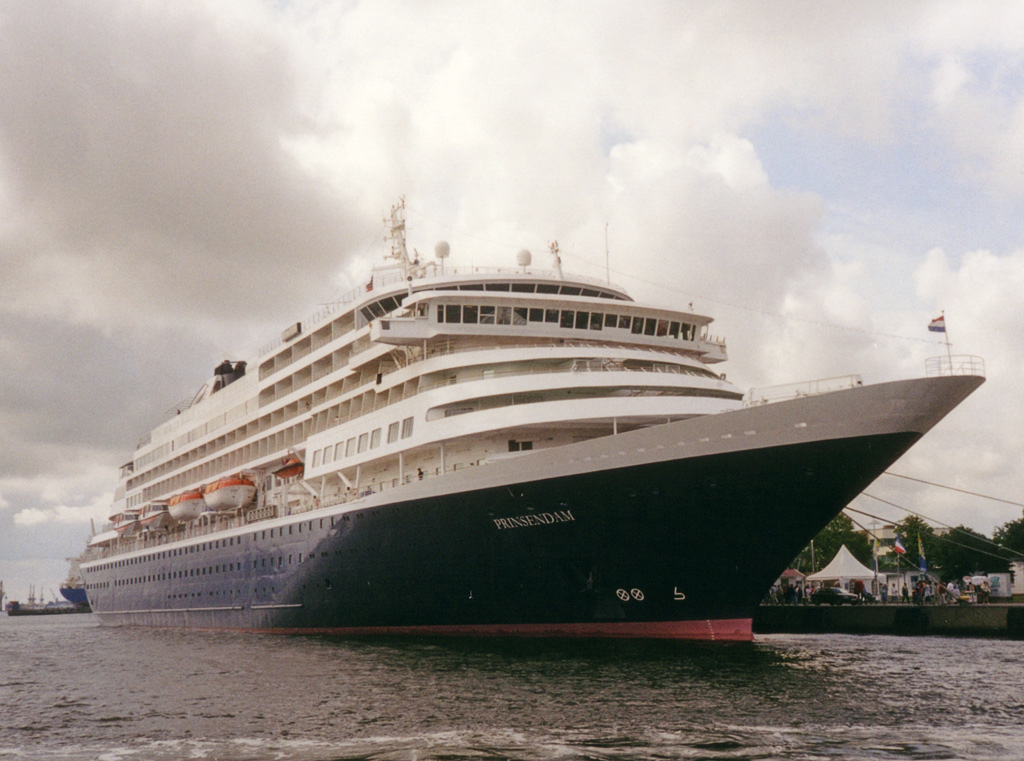
Die Prinsendam

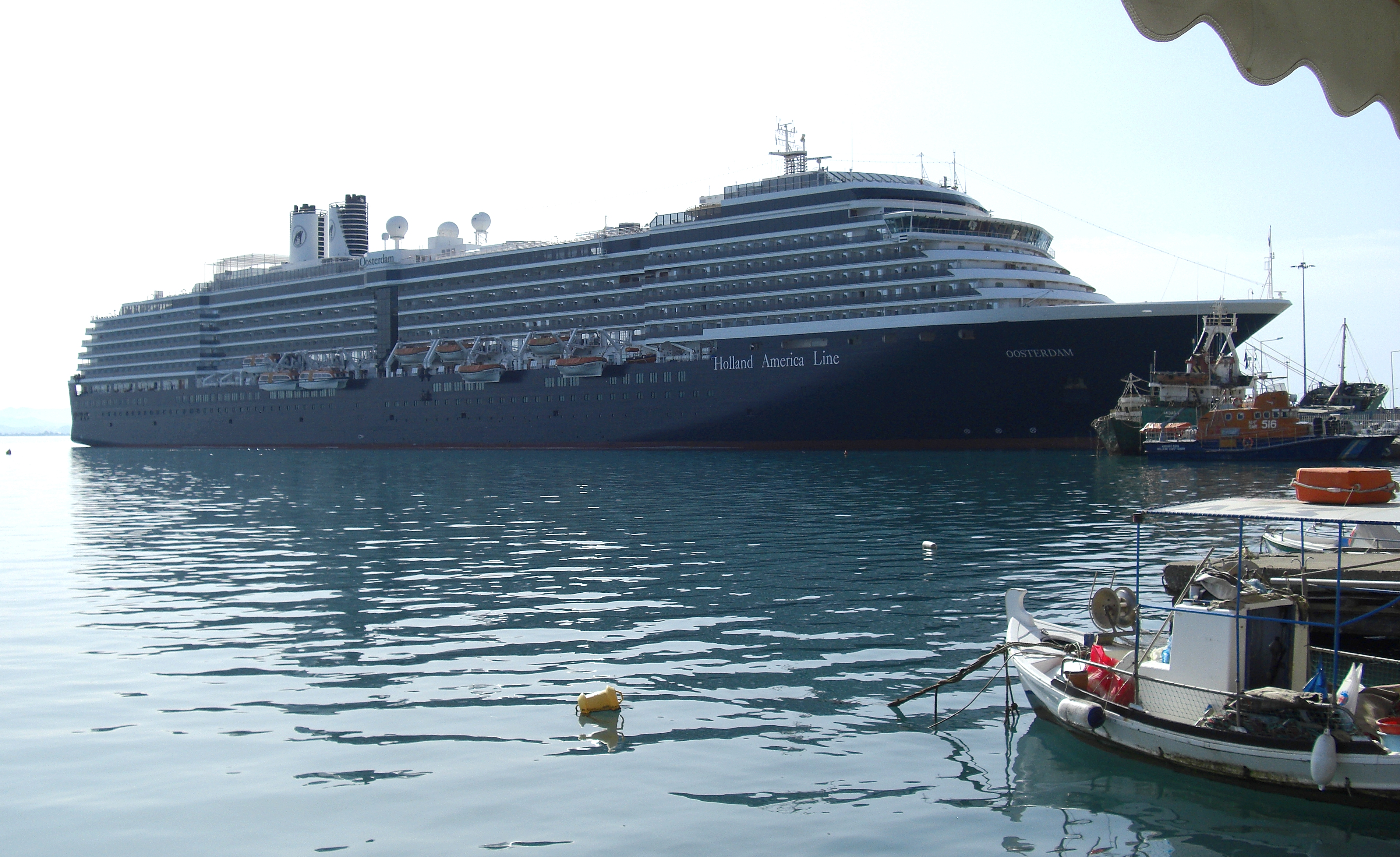
Die Oosterdam im Hafen von Katakolo

Die Eurodam in Amsterdam

Heute nimmt die Holland-America Line innerhalb des Carnival-Konzerns die Stellung einer Premium-Marke ein. Durch umfangreiche Neubauten bewies Carnival auch recht schnell ein deutliches Interesse, den geschichtsträchtigen HAL-Namen am Leben zu erhalten. Seit 1998 sind der Großteil der Flotte und die Neubauten mit Heimathafen in Rotterdam registriert, was primär auf diverse Änderungen im niederländischen Schifffahrtsrecht zurückgeht. Haupteinsatzorte für die Schiffe sind aktuell die Karibik, die US-Pazifikküste und Alaska, seit das Unternehmen seit den 1980ern die Antarktis anläuft, fährt sie ihre Passagiere in alle sieben Kontinente.
Neben den Kreuzfahrtschiffen betreibt die HAL die Westmark-Hotels in Alaska und Yukon, ebenso wie zwei Buslinien, die Gray Line in Seattle und die Gray Line in Alaska. Half Moon Cay (offiziell Little San Salvador Island) ist eine Insel in den Bahamas, die im Besitz der Firma ist und regelmäßiges Zwischenziel aller Karibikkreuzfahrten der HAL.
Die Reederei betont die traditionelle Verbundenheit mit Rotterdam. Das ehemalige Terminal des Liniendienstes dient heute als Kreuzfahrtterminal. Obwohl Rotterdam kein klassisches Kreuzfahrtziel ist, halten dort heute etwa 20 bis 25 Schiffe im Jahr, Rotterdam hat damit inzwischen Antwerpen überholt. Dank diverser Steueranreize der Europäischen Union ist die Stadt auch wieder offizieller Heimathafen der HAL-Schiffe.
Am 15. Juli 2020 wurde bekannt gegeben, dass Holland-America Line aufgrund der COVID-19-Pandemie insgesamt vier Schiffe verkauft hat. Die Rotterdam und die Amsterdam wurden an die Fred. Olsen Cruise Lines mit geplanter Übergabe im September 2020 verkauft. Zudem wurden die Veendam und die Maasdam an bisher unbekannte Käufer an die griechische Reederei Seajets verkauft.

## Schiffe
Mit Stand August 2021 betreibt die Reederei elf Hochsee-Kreuzfahrtschiffe, die vier Klassen zuzuordnen sind:
Rotterdam-Klasse
- Zaandam
- Volendam

Vista-Klasse
- Oosterdam[6]
- Westerdam
- Noordam
- Zuiderdam

Signature-Klasse
- Eurodam
- Nieuw Amsterdam

Pinnacle-Klasse
- Koningsdam
- Nieuw Statendam
- Rotterdam,[7] ursprünglich Ryndam[8]

Mit der Eurodam wurde 2008 das erste Schiff der modifizierten und um ein Deck erweiterten Vista-Klasse in Dienst gestellt. Diese Klasse wird als Signature-Klasse bezeichnet. 2010 wurde mit der Nieuw Amsterdam ein weiteres Schiff der Signature-Klasse vom italienischen Werftenkonzern Fincantieri fertiggestellt.
Die Passagierschiffe der Holland-America Line waren seit jeher daran zu erkennen, das alle Schiffsnamen auf „…dam“ endeten, dies hat sich bis heute nicht geändert. Die Schornsteine waren anfangs schwarz, ab 1898 gelb mit einem grün-weiß-grünen Band – der Reedereiflagge – im oberen Drittel angeordnet.
Im April 2016 wurde die Koningsdam, Typschiff der Pinnacle-Klasse, in Dienst gestellt. Im November 2018 wurde das Schwesterschiff Nieuw Statendam abgeliefert. Ein weiteres Schwesterschiff, die Rotterdam, wurde 2021 abgeliefert.